# 秦岭藤属
秦岭藤属（学名：Biondia）是夹竹桃科下的一个属，为缠绕灌木植物。该属共有秦岭藤（Biondia chinensis）等6种，分布于中国西南部和东部。
现并入白前属 （Vincetoxicum N.M.Wolf, 1776)。